# Коњи словенских богова
Коњи богова често се спомињу у словенској митологији. Њима су се придавала ријетка и необична својства. Вјеровало се да су коњи повезани са Мјесецом и да посједују два лица: световно и божанско. Световно је било обично, док је божанско било чудесно, моћно и приказивало се само ноћу.
У свом посједу Световид је имао крилатог коња којим је прогонио словенске непријатеље. Многи су вјеровали да он у ствари има два коња: бијелог (кога јаше дању) и црног (кога јаше ноћу), мада се претпостављало да се у ствари ради о два лица исте животиње. Његовог коња чували су свештеници у храму судбине. Осим свештеника нико коња није смио да додирне, а гријехом се сматрало ишчупати му длаку. Међутим, када би се коњ вратио каљав и исцрпљен вјеровало се да га је претходне ноћи јахао Световид. Световидовог коња често су користили и за гатање пред полазак у рат. Коња су постављали испред три реда копаља и ако би он преко њих кренуо десном ногом, вјеровало се да ће исход рата бити повољан. Међутим ако коњ преко копља крене лијевом ногом то је означавало да ће ратни поход бити неуспјешан и да се мора одгодити. Коња је изричито јахао свјештеник, а вјеровало се и да је сам Световид управљао кораком свог коња. 
И Триглаву је био посвећен коњ. Његов коњ био је вранац и вјеровало се да је он такође ноћу јахао коња и тјерао зле духове.
Необичне коње проналазимо и у народним словенским пјесмама и причама у којима су њихови господари били дјеца необичног порјекла и велики јунаци. То видимо и у пјесми Женидба Краља Вукашина у којој сазнајемо да његов ривал и велики јунак Момчил има коња Јабучила. Тај коњ по вјеровању је био крилат али је своја крила показивао само пред зору. Црни коњ (вранац) појављује се у вези са демонима. Он је помагао у откривању вампира и скривеног блага. Веровало се да вранац никада неће нагазити на гроб у којем је вампир. Коњ је представљао изразито хтонско биће. Често се спомиње да у подземни свијет покојника носи коњ.